# Evidenzbasierte Pflege
Evidenzbasierte Pflege oder auch Evidence-based Nursing (EBN) beschreibt evidenzbasierte Verfahren zur objektiven Beurteilung krankenpflegerischer Maßnahmen. Das vorrangige Ziel evidenzbasierter Pflege ist es, eine Grundlage zu schaffen, um Pflegebedürftigen die beste und wirksamste Pflege zukommen zu lassen. Die pflegerische Handlung soll nicht allein auf Traditionen, Überlieferungen oder auf Erfahrung, sondern auch auf pflegewissenschaftlichen Belegen beruhen. Bei einer pflegerischen Entscheidung sind neben den wissenschaftlichen Belegen, denen besonderes Gewicht zukommt, das bereits vorhandene Wissen und die praktischen Erfahrungen, also die Expertise der Pflegenden, in Verbindung mit ihrem intuitiven Verständnis der Situation, dem Impliziten Wissen zu berücksichtigen.
Evidenzbasierte Pflege bedeutet, systematisch vorzugehen und kann als eine Handlungsanweisung mit sechs einzelnen Schritten dargestellt werden. Es sind dies:
- Auftragsklärung
- Fragestellung
- Literaturrecherche
- Kritische Beurteilung
- Implementierung und Adaption
- Evaluation

Ursprünglich wurden in der Literatur nur fünf Schritte beschrieben. Zur Erzielung möglichst praxisnaher Ergebnisse bei der Anwendung der EBN-Methode wurden diese fünf Schritte allerdings modifiziert, sodass als erster Schritt die Definition der Aufgabenstellung hinzugefügt und der Schritt der Implementierung um die Frage der Adaption ergänzt wurde.
Im letzten Schritt der EBN-Methode, der Evaluation, ist zu überprüfen, ob die Umsetzung der gewonnenen Erkenntnisse in der Pflegepraxis zum Erfolg geführt hat. Hierzu sind geeignete Methoden der Evaluation wie zum Beispiel die von Avedis Donabedian vorgeschlagene Struktur-, Prozess- und Ergebnisevaluation einzusetzen.